# Championnat d'Espagne de basket-ball 2019-2020
Navigation
2018-2019 2020-2021
| \| Andorra FC Barcelone Baskonia Burgos Estudiantes Madrid Fuenlabrada Joventut Manresa CB Murcie Obradoiro Real Madrid Unicaja Málaga Valence Saragosse RETAbet Bilbao Real Betis \| Localisation des clubs engagés. |
| Andorra FC Barcelone Baskonia Burgos Estudiantes Madrid Fuenlabrada Joventut Manresa CB Murcie Obradoiro Real Madrid Unicaja Málaga Valence Saragosse RETAbet Bilbao Real Betis                                       |

| \| Iberostar Tenerife Gran Canaria \| Localisation des clubs engagés · se trouvant sur les Îles Canaries. |
| Iberostar Tenerife Gran Canaria                                                                           |

La saison 2019-2020 de Liga Endesa est la trente-septième édition du championnat d'Espagne de basket-ball également connu sous le nom de Liga ACB. La saison commence le 24 septembre 2019 et est marquée par une suspension du championnat à partir de mi-mars après le début de la propagation de la pandémie de Covid-19 en Espagne. Le Saski Baskonia est finalement sacré champion d'Espagne le 30 juin 2020.

## Formule de la compétition

### Formule classique
Dix-huit équipes s'affrontent sous forme de matchs aller-retour lors de la saison régulière, de septembre 2019 à mai 2020. Chaque équipe dispute en conséquence trente-quatre matchs, dont dix-sept à domicile et dix-sept à l'extérieur. Un classement est établi après chaque journée, se basant sur le ratio entre le nombre de victoires et le nombre de matchs joués.
Au terme de la phase aller, les équipes classées de la première à la huitième place sont qualifiées pour la Coupe du Roi. Il est cependant possible que le huitième du championnat ne soit pas qualifié, une place étant réservée pour l'équipe organisatrice. Cette compétition à élimination directe se déroule durant le mois de février 2020. 
À l'issue de la saison régulière, les huit premières équipes sont qualifiées pour les playoffs. Cette compétition comprend successivement des quarts de finale au meilleur des trois manches, puis des demi-finales et une finale au meilleur des cinq manches. Le vainqueur des playoffs est désigné champion d'Espagne.

### Changements dus au Covid-19
Le 10 mars 2020, le ministère espagnol de la Santé annonce que les matchs de la 24e et 25e journées se joueront à huis clos. Le lendemain, l'ACB (es) déclare finalement que ces matchs sont reportés au mois d'avril. Le 12 mars 2020, le Real Madrid annonce dans un communiqué qu'un joueur de sa section basket a été testé positif à la maladie à coronavirus 2019. Les équipes de football et de basket-ball partageant les mêmes infrastructures, elles sont immédiatement placées en quarantaine par le club. Quatre jours plus tard, le 16 mars, l'ACB communique la décision de suspendre la compétition jusqu'au 24 avril après avoir consulté les 18 clubs composant le championnat qui l'ont approuvée à l'unanimité. Cette date de reprise est finalement annulée le 2 avril afin de mieux évaluer les risques de la crise sanitaire et d'imaginer d'autres scénarios pour relancer le championnat.
La formule finale est présentée par la ligue le 20 avril 2020. Elle met fin à la saison régulière et opte pour une phase finale composée des douze premières équipes au classement avant l'arrêt de la compétition. Ces douze équipes sont réparties en deux groupes de six. Chaque équipe s'affronte une fois puis, à l'issue des rencontres, les deux premiers de chaque groupe se qualifient pour les demi-finales qui se disputent en un match gagnant tout comme la finale qui met fin à la compétition et désigne le champion d'Espagne de la saison. La ligue annonce également la suspension des relégations en deuxième division. La ville de Valence est choisie le 27 mai pour accueillir la compétition durant les deux dernières semaines du mois de juin.

## Clubs participants
Les seize premiers de la saison 2018-2019 de Liga Endesa, le premier de la saison régulière ainsi que le vainqueur des playoffs d'accession du championnat d'Espagne de LEB Oro 2018-2019 sont engagés dans la compétition.
| Club                    | Dernière montée | Classement 2018-2019 | Entraîneur                       | Depuis | Salle                                                           | Capacité théorique |
| ----------------------- | --------------- | -------------------- | -------------------------------- | ------ | --------------------------------------------------------------- | ------------------ |
| Real Madrid             | 1983            | 1er                  | Pablo Laso                       | 2011   | Palais des sports (Madrid)                                      | 13 109             |
| FC Barcelone            | 1983            | 2e                   | Svetislav Pešić                  | 2018   | Palau Blaugrana (Barcelone)                                     | 7 585              |
| Saski Baskonia          | 1983            | 3e                   | Velimir Perasović Duško Ivanović | 2019   | Fernando Buesa Arena (Vitoria-Gasteiz)                          | 15 504             |
| Valence                 | 1996            | 4e                   | Jaume Ponsarnau                  | 2018   | Pavelló Municipal Font de Sant Lluís (Valence)                  | 9 000              |
| Unicaja Málaga          | 1992            | 5e                   | Luis Casimiro                    | 2018   | Palacio de Deportes José María Martín Carpena (Malaga)          | 10 642             |
| Casademont Saragosse    | 2010            | 6e                   | Porfirio Fisac                   | 2018   | Pavillon Príncipe Felipe (Saragosse)                            | 10 744             |
| Divina Seguros Joventut | 1983            | 7e                   | Carles Duran                     | 2018   | Palau Municipal d'Esports (Badalone)                            | 12 760             |
| Bàsquet Manresa         | 2018            | 8e                   | Pedro Martínez                   | 2019   | Pavelló Nou Congost (Manresa)                                   | 5 000              |
| Iberostar Tenerife      | 2012            | 9e                   | Txus Vidorreta                   | 2018   | Pabellón Insular Santiago Martín (San Cristóbal de La Laguna)   | 5 000              |
| MoraBanc Andorra        | 2014            | 10e                  | Ibon Navarro                     | 2018   | Poliesportiu d'Andorra (Andorre-la-Vieille)                     | 5 000              |
| San Pablo Burgos        | 2017            | 11e                  | Joan Peñarroya                   | 2019   | Coliseum Burgos (Burgos)                                        | 9 500              |
| Gran Canaria            | 1995            | 12e                  | Fótis Katsikáris                 | 2019   | Gran Canaria Arena (Las Palmas)                                 | 9 870              |
| Baloncesto Fuenlabrada  | 2005            | 13e                  | Jota Cuspinera Paco García       | 2020   | Polideportivo Fernando Martín (Fuenlabrada)                     | 5 700              |
| CB Murcie               | 2011            | 14e                  | Sito Alonso                      | 2019   | Palacio de Deportes de Murcia (Murcie)                          | 7 454              |
| Obradoiro CAB           | 2011            | 15e                  | Moncho Fernández                 | 2010   | Pavillón Multiusos Fontes do Sar (Saint-Jacques-de-Compostelle) | 6 666              |
| Estudiantes Madrid      | 1983            | 16e                  | Aleksandar Džikić Javier Zamora  | 2020   | Palais des sports (Madrid)                                      | 13 109             |
| Real Betis Baloncesto   | 2019            | 1er (LEB Oro)        | Curro Segura                     | 2018   | Palacio Municipal de Deportes San Pablo (Séville)               | 7 626              |
| RETAbet Bilbao          | 2019            | 2e (LEB Oro)         | Álex Mumbrú                      | 2018   | Bilbao Arena (Bilbao)                                           | 10 014             |

Légende
- Champion en titre
- Vice-champion en titre
- Promu de LEB Oro 2018-2019
- barré : remplacé en cours de saison

## Saison régulière

### Classement
| Rang | Équipe                  | %  | J  | G  | P  | Pp   | Pc   | GA   |
| ---- | ----------------------- | -- | -- | -- | -- | ---- | ---- | ---- |
| 1    | FC Barcelone C F        | 83 | 23 | 19 | 4  | 2041 | 1847 | 194  |
| 2    | Real Madrid T           | 78 | 23 | 18 | 5  | 1988 | 1758 | 230  |
| 3    | Casademont Saragosse    | 70 | 23 | 16 | 7  | 1911 | 1810 | 101  |
| 4    | Iberostar Tenerife      | 64 | 22 | 14 | 8  | 1802 | 1736 | 66   |
| 5    | RETAbet Bilbao P        | 61 | 23 | 14 | 9  | 1906 | 1908 | -2   |
| 6    | MoraBanc Andorra        | 57 | 23 | 13 | 10 | 1865 | 1814 | 51   |
| 7    | Valence                 | 52 | 23 | 12 | 11 | 1950 | 1794 | 156  |
| 8    | Saski Baskonia          | 52 | 23 | 12 | 11 | 1926 | 1886 | 40   |
| 9    | Unicaja Málaga          | 52 | 23 | 12 | 11 | 1823 | 1798 | 25   |
| 10   | San Pablo Burgos        | 52 | 23 | 12 | 11 | 1840 | 1874 | -34  |
| 11   | Gran Canaria            | 50 | 22 | 11 | 11 | 1775 | 1787 | -12  |
| 12   | Divina Seguros Joventut | 39 | 23 | 9  | 14 | 1936 | 2020 | -84  |
| 13   | Bàsquet Manresa         | 39 | 23 | 9  | 14 | 1843 | 1937 | -94  |
| 14   | Obradoiro CAB           | 39 | 23 | 9  | 14 | 1832 | 1972 | -140 |
| 15   | Real Betis Baloncesto P | 35 | 23 | 8  | 15 | 1787 | 1890 | -103 |
| 16   | CB Murcie               | 32 | 22 | 7  | 15 | 1769 | 1845 | -76  |
| 17   | Baloncesto Fuenlabrada  | 23 | 22 | 5  | 17 | 1727 | 1885 | -158 |
| 18   | Estudiantes Madrid      | 22 | 23 | 5  | 18 | 1703 | 1863 | -160 |

| Légende :                              |
| - Qualification pour la phase finale   |
| T : Tenant du titre                    |
| F : Finaliste de Liga Endesa 2018-2019 |
| P : Promu de LEB Oro 2018-2019         |
| C : Vainqueur de la Coupe du Roi 2019  |

### Matchs
| Résultats (dom.\ext.)                                              | BAL    | BAS     | CAS    | CBM    | DIV    | EST    | FCB    | GRA    | IBE    | MOR   | OBR     | BET   | REA   | BIL    | SAN    | SAS    | UNI    | VAL   |
| Baloncesto Fuenlabrada                                             |        | 87-83   | -      | -      | 95-98  | 93-85  | 90-94  | -      | -      | -     | -       | 69-85 | -     | -      | 76-87  | 92-98  | 81-82  | 70-81 |
| Bàsquet Manresa                                                    | -      |         | 85-67  | 93-92  | -      | -      | 75-84  | 74-75  | 61-81  | 79-72 | 79-85   | 74-84 | 75-80 | 101-97 | -      | -      | 79-69  | 79-76 |
| Casademont Saragosse                                               | 75-65  | 86-79   |        | 80-70  | 90-92  | 97-87  | 89-83  | 81-62  | 99-111 | -     | 96-64   | -     | 84-67 | 84-61  | -      | 101-80 | -      | -     |
| CB Murcie                                                          | 94-71  | -       | 89-73  |        | -      | -      | 83-87  | -      | -      | 72-87 | 90-95   | 90-78 | -     | 56-57  | -      | 75-86  | 82-74  | 97-95 |
| Divina Seguros Joventut                                            | 79-81  | 104-106 | 72-93  | 104-93 |        | 78-76  | 80-95  | -      | 77-73  | -     | 101-77  | -     | 69-88 | 97-86  | 74-82  | -      | 82-97  | -     |
| Estudiantes Madrid                                                 | -      | 87-79   | 67-85  | 91-70  | -      |        | 67-74  | 82-78  | 72-74  | 79-87 | -       | -     | 72-87 | -      | 76-78  | -      | 78-68  | 73-77 |
| FC Barcelone                                                       | 87-74  | 86-74   | -      | -      | -      | 94-72  |        | 89-75  | 103-71 | -     | -       | 77-59 | 83-63 | 92-94  | -      | 95-87  | 95-105 | 97-94 |
| Gran Canaria                                                       | 102-78 | -       | 73-79  | 85-79  | 68-79  | -      | 65-81  |        | -      | 80-67 | 102-100 | -     | -     | 92-54  | 92-89  | 72-89  | -      | 87-77 |
| Iberostar Tenerife                                                 | 74-63  | -       | -      | 85-78  | 96-90  | 76-59  | 83-87  | 100-79 |        | -     | 90-78   | 94-89 | 71-76 | 67-81  | 85-82  | 78-79  | -      | -     |
| MoraBanc Andorra                                                   | 79-69  | -       | 106-78 | 86-89  | 90-76  | 69-65  | 86-84  | 60-70  | 76-86  |       | 93-69   | -     | -     | -      | 87-74  | 97-82  | 89-73  | -     |
| Obradoiro CAB                                                      | 78-77  | 97-83   | -      | 72-83  | -      | 78-57  | 86-92  | -      | 76-86  | 75-73 |         | 82-73 | 76-83 | 98-96  | 73-76  | 79-92  | -      | 86-83 |
| Real Betis Baloncesto                                              | -      | 88-89   | 69-71  | -      | 95-88  | 88-66  | 95-100 | 82-81  | -      | 86-81 | -       |       | 76-83 | 81-79  | 79-66  | -      | 66-88  | -     |
| Real Madrid                                                        | 89-64  | 94-74   | 92-70  | 97-69  | 83-86  | -      | -      | 92-76  | -      | 91-60 | -       | 93-69 |       | -      | 104-93 | 94-95  | 82-71  | 85-78 |
| RETAbet Bilbao                                                     | 92-80  | 88-77   | -      | -      | -      | 87-80  | -      | 90-97  | -      | 82-87 | 99-72   | 75-69 | 82-81 |        | -      | 79-75  | 98-95  | 83-79 |
| San Pablo Burgos                                                   | 89-85  | 79-65   | 69-78  | 92-82  | 92-89  | -      | 80-82  | -      | 54-70  | 93-88 | -       | 85-72 | -     | 93-95  |        | -      | 77-60  | 62-93 |
| Saski Baskonia                                                     | 80-92  | 79-80   | -      | -      | 87-86  | 105-82 | -      | -      | 75-58  | 73-77 | 83-69   | 84-73 | 89-91 | -      | 74-82  |        | 77-78  | 85-74 |
| Unicaja Málaga                                                     | -      | -       | 75-81  | -      | 77-65  | 62-67  | -      | 79-76  | 80-88  | -     | 85-67   | 79-71 | 88-92 | 77-70  | -      | 82-72  |        | -     |
| Valence                                                            | -      | -       | 92-74  | 82-62  | 100-70 | 79-63  | -      | 86-88  | 98-91  | 89-68 | 86-76   | 95-72 | -     | 78-81  | 95-66  | -      | 63-79  |       |
| - Victoire à domicile - Victoire à l'extérieur - Match non disputé |        |         |        |        |        |        |        |        |        |       |         |       |       |        |        |        |        |       |

### Leaders statistiques
| Joueur            | Club                          | Moyenne |
| ----------------- | ----------------------------- | ------- |
| Klemen Prepelič   | Divina Seguros Joventut       | 22,3    |
| Askia Booker      | CB Murcie                     | 21,2    |
| Nikola Mirotić    | FC Barcelone                  | 20,0    |
| Giorgi Shermadini | Iberostar Tenerife            | 18,3    |
| Axel Bouteille    | RETAbet Bilbao Unicaja Málaga | 17,3    |

| Joueurs           | Club                    | Moyenne |
| ----------------- | ----------------------- | ------- |
| Alen Omić         | Divina Seguros Joventut | 7,7     |
| Walter Tavares    | Real Madrid             | 7,4     |
| Matt Costello     | Gran Canaria            | 7,3     |
| Ondřej Balvín     | RETAbet Bilbao          | 7,3     |
| Giorgi Shermadini | Iberostar Tenerife      | 7,1     |

| Joueur             | Club                    | Moyenne |
| ------------------ | ----------------------- | ------- |
| Marcelinho Huertas | Iberostar Tenerife      | 8,1     |
| Omar Cook          | Gran Canaria            | 6,9     |
| Daniel Pérez Otero | Bàsquet Manresa         | 6,5     |
| Níkos Zísis        | Divina Seguros Joventut | 5,9     |
| Facundo Campazzo   | Real Madrid             | 4,9     |

| Joueur            | Club               | Moyenne |
| ----------------- | ------------------ | ------- |
| Phil Pressey      | Estudiantes Madrid | 2,4     |
| Pierriá Henry     | Saski Baskonia     | 1,5     |
| Jaime Fernández   | Unicaja Málaga     | 1,5     |
| Tornike Shengelia | Saski Baskonia     | 1,4     |
| Jordan Loyd       | Valence            | 1,3     |

| Joueur           | Club                 | Moyenne |
| ---------------- | -------------------- | ------- |
| Ben Lammers      | RETAbet Bilbao       | 1,9     |
| Walter Tavares   | Real Madrid          | 1,7     |
| Dejan Kravić     | Obradoiro CAB        | 1,3     |
| Tryggvi Hlinason | Casademont Saragosse | 1,3     |
| Ondřej Balvín    | RETAbet Bilbao       | 1,2     |

| Joueur            | Club                    | Moyenne |
| ----------------- | ----------------------- | ------- |
| Nikola Mirotić    | FC Barcelone            | 24,5    |
| Giorgi Shermadini | Iberostar Tenerife      | 23,7    |
| Tornike Shengelia | Saski Baskonia          | 19,6    |
| Klemen Prepelič   | Divina Seguros Joventut | 19,6    |
| Askia Booker      | CB Murcie               | 16,3    |

### Équipes des meilleurs joueurs
| Pos.        | Première équipe   | Première équipe               | Deuxième équipe    | Deuxième équipe    |
| Pos.        | Joueur            | Club                          | Joueur             | Club               |
| ----------- | ----------------- | ----------------------------- | ------------------ | ------------------ |
| Meneur      | Facundo Campazzo  | Real Madrid                   | Marcelinho Huertas | Iberostar Tenerife |
| Arrière     | Klemen Prepelič   | Divina Seguros Joventut       | Alberto Abalde     | Valence            |
| Ailier      | Axel Bouteille    | RETAbet Bilbao Unicaja Málaga | Ádám Hanga         | FC Barcelone       |
| Ailier fort | Nikola Mirotić    | FC Barcelone                  | Tornike Shengelia  | Saski Baskonia     |
| Pivot       | Giorgi Shermadini | Iberostar Tenerife            | Walter Tavares     | Real Madrid        |

### Équipe des meilleurs jeunes
| Pos.        | Joueur             | Club                    |
| ----------- | ------------------ | ----------------------- |
| Meneur      | Carlos Alocén      | Casademont Saragosse    |
| Arrière     | Usman Garuba       | Real Madrid             |
| Ailier      | Nenad Dimitrijević | Divina Seguros Joventut |
| Ailier fort | Arnoldas Kulboka   | RETAbet Bilbao          |
| Pivot       | Vít Krejčí         | Casademont Saragosse    |

## Phase finale

### Phase de groupes

#### Groupe A
| Rang | Équipe                  | %  | J | G | P | Pp  | Pc  | Diff |  | Résultats (dom.\ext.)   | FCB   | SAS   | UNI   | IBE   | DIV   | BIL   |
| ---- | ----------------------- | -- | - | - | - | --- | --- | ---- |  | ----------------------- | ----- | ----- | ----- | ----- | ----- | ----- |
| 1    | FC Barcelone            | 80 | 5 | 4 | 1 | 432 | 400 | 32   |  | FC Barcelone            |       | 81-75 | -     | 86-87 | 96-92 | -     |
| 2    | Saski Baskonia          | 60 | 5 | 3 | 2 | 402 | 379 | 23   |  | Saski Baskonia          | -     |       | 87-86 | 79-72 | -     | -     |
| 3    | Unicaja Málaga          | 60 | 5 | 3 | 2 | 418 | 395 | 23   |  | Unicaja Málaga          | 73-84 | -     |       | -     | -     | 79-65 |
| 4    | Iberostar Tenerife      | 40 | 5 | 2 | 3 | 381 | 406 | -25  |  | Iberostar Tenerife      | -     | -     | 70-83 |       | 82-80 | 70-78 |
| 5    | Divina Seguros Joventut | 40 | 5 | 2 | 3 | 423 | 429 | -6   |  | Divina Seguros Joventut | -     | 76-74 | 89-98 | -     |       | -     |
| 6    | RETAbet Bilbao          | 20 | 5 | 1 | 4 | 359 | 406 | -47  |  | RETAbet Bilbao          | 73-85 | 64-87 | -     | -     | 79-86 |       |

#### Groupe B
| Rang | Équipe               | %  | J | G | P | Pp  | Pc  | Diff |  | Résultats (dom.\ext.) | VAL   | SAN   | REA   | GRA    | MOR    | CAS   |
| ---- | -------------------- | -- | - | - | - | --- | --- | ---- |  | --------------------- | ----- | ----- | ----- | ------ | ------ | ----- |
| 1    | Valence              | 80 | 5 | 4 | 1 | 460 | 411 | 49   |  | Valence               |       | 94-90 | -     | -      | -      | 89-71 |
| 2    | San Pablo Burgos     | 60 | 5 | 3 | 2 | 444 | 440 | 4    |  | San Pablo Burgos      | -     |       | 87-83 | -      | 88-86  | -     |
| 3    | Real Madrid          | 60 | 5 | 3 | 2 | 441 | 429 | 12   |  | Real Madrid           | 95-90 | -     |       | 91-73  | -      | 97-88 |
| 4    | Gran Canaria         | 40 | 5 | 2 | 3 | 425 | 448 | -23  |  | Gran Canaria          | 81-97 | 91-87 | -     |        | -      | -     |
| 5    | MoraBanc Andorra     | 40 | 5 | 2 | 3 | 452 | 450 | 2    |  | MoraBanc Andorra      | 74-90 | -     | 91-75 | 88-104 |        | -     |
| 6    | Casademont Saragosse | 20 | 5 | 1 | 4 | 423 | 467 | -44  |  | Casademont Saragosse  | -     | 86-92 | -     | 85-76  | 93-113 |       |

### Tableau final
|  | Demi-finales     | Demi-finales   |              |    | Finale       | Finale       |
|  | Demi-finales     | Demi-finales   |              |    | Finale       | Finale       |
|  |                  |                |              |    |              |              |
|  | 28 juin 2020     | 28 juin 2020   |              |    | 30 juin 2020 | 30 juin 2020 |
|  | 28 juin 2020     | 28 juin 2020   |              |    | 30 juin 2020 | 30 juin 2020 |
|  | FC Barcelone     | 98             |              |    | 30 juin 2020 | 30 juin 2020 |
|  | FC Barcelone     | 98             |              |    | 30 juin 2020 | 30 juin 2020 |
|  | San Pablo Burgos | 84             |              |    | 30 juin 2020 | 30 juin 2020 |
|  | San Pablo Burgos | 84             | FC Barcelone | 67 |              |              |
|  | 28 juin 2020     |                | FC Barcelone | 67 |              |              |
|  |                  | Saski Baskonia | 69           |    |              |              |
|  | Valence          | Saski Baskonia | 69           | 73 |              |              |
|  | Valence          |                |              | 73 |              |              |
|  | Saski Baskonia   | 75             |              |    |              |              |
|  | Saski Baskonia   | 75             |              |    |              |              |

### Classement final
| Rang | Équipe                  | %  | J  | G  | P  | Résultat                             |
| ---- | ----------------------- | -- | -- | -- | -- | ------------------------------------ |
| 1    | Saski Baskonia          | 57 | 30 | 17 | 13 | Déjà qualifié pour l'EuroLigue       |
| 2    | FC Barcelone            | 80 | 30 | 24 | 6  | Déjà qualifié pour l'EuroLigue       |
| 3    | Valence                 | 55 | 29 | 16 | 13 | Déjà qualifié pour l'EuroLigue       |
| 4    | San Pablo Burgos        | 52 | 29 | 15 | 14 | Qualifié pour la Ligue des champions |
| 5    | Real Madrid             | 75 | 28 | 21 | 7  | Déjà qualifié pour l'EuroLigue       |
| 6    | Casademont Saragosse    | 61 | 28 | 17 | 11 | Qualifié pour la Ligue des champions |
| 7    | Iberostar Tenerife      | 59 | 27 | 16 | 11 | Qualifié pour la Ligue des champions |
| 8    | RETAbet Bilbao          | 54 | 28 | 15 | 13 | Qualifié pour la Ligue des champions |
| 9    | MoraBanc Andorra        | 54 | 28 | 15 | 13 | Qualifié pour l'EuroCoupe            |
| 10   | Unicaja Málaga          | 54 | 28 | 15 | 13 | Qualifié pour l'EuroCoupe            |
| 11   | Gran Canaria            | 48 | 27 | 13 | 14 | Qualifié pour l'EuroCoupe            |
| 12   | Divina Seguros Joventut | 39 | 28 | 11 | 17 | Qualifié pour l'EuroCoupe            |
| 13   | Bàsquet Manresa         | 39 | 23 | 9  | 14 |                                      |
| 14   | Obradoiro CAB           | 39 | 23 | 9  | 14 |                                      |
| 15   | Real Betis Baloncesto   | 35 | 23 | 8  | 15 |                                      |
| 16   | CB Murcie               | 32 | 22 | 7  | 15 |                                      |
| 17   | Baloncesto Fuenlabrada  | 23 | 22 | 5  | 17 |                                      |
| 18   | Estudiantes Madrid      | 22 | 23 | 5  | 18 |                                      |

## Récompenses individuelles

### Trophées
| Meilleur joueur (MVP) de la saison régulière - Nikola Mirotić (FC Barcelone) Meilleur joueur (MVP) de la finale de playoffs - Luca Vildoza (Saski Baskonia) | Meilleur entraîneur - pas encore attribué Meilleur jeune - Carlos Alocén (Casademont Saragosse) |

### MVPs par mois de la saison régulière
| Mois      | Joueur                  | Équipe               | Évaluation |
| --------- | ----------------------- | -------------------- | ---------- |
| Septembre | Brandon Davies          | FC Barcelone (1/3)   | 30,0       |
| Octobre   | Nikola Mirotić (1/2)    | FC Barcelone (2/3)   | 30,0       |
| Novembre  | Askia Booker            | CB Murcie            | 23,7       |
| Décembre  | Giorgi Shermadini       | Iberostar Tenerife   | 24,6       |
| Janvier   | Nikola Mirotić (2/2)    | FC Barcelone (3/3)   | 28,7       |
| Février   | Tornike Shengelia (1/2) | Saski Baskonia (1/2) | 29,0       |
| Mars      | Tornike Shengelia (2/2) | Saski Baskonia (2/2) | 30,5       |

### MVPs par journée de la saison régulière
| Journée | Joueur                  | Équipe                        | Évaluation |
| ------- | ----------------------- | ----------------------------- | ---------- |
| 1       | Nikola Mirotić (1/2)    | FC Barcelone (1/3)            | 39         |
| 2       | Brandon Davies          | FC Barcelone (2/3)            | 35         |
| 3       | Earl Clark (1/2)        | San Pablo Burgos (1/2)        | 30         |
| 4       | Nikola Mirotić (2/2)    | FC Barcelone (3/3)            | 43         |
| 5       | D. J. Seeley            | Casademont Saragosse (1/2)    | 30         |
| 6       | Fletcher Magee          | Obradoiro CAB                 | 33         |
| 7       | Omar Cook               | Gran Canaria (1/2)            | 34         |
| 8       | Tornike Shengelia (1/3) | Saski Baskonia (1/3)          | 32         |
| 9       | Earl Clark (2/2)        | San Pablo Burgos (2/2)        | 28         |
| 10      | Giorgi Shermadini (1/4) | Iberostar Tenerife (1/5)      | 35         |
| 11      | Xabier López-Arostegui  | Divina Seguros Joventut (1/2) | 25         |
| 12      | Jaime Fernández (1/2)   | Unicaja Málaga (1/2)          | 38         |
| 12      | Giorgi Shermadini (2/4) | Iberostar Tenerife (2/5)      | 38         |
| 13      | Axel Bouteille          | RETAbet Bilbao                | 39         |
| 14      | Giorgi Shermadini (3/4) | Iberostar Tenerife (3/5)      | 42         |
| 15      | Bojan Dubljević         | Valence                       | 29         |
| 15      | Matt Costello           | Gran Canaria (2/2)            | 29         |
| 16      | Alen Omić               | Divina Seguros Joventut (2/2) | 33         |
| 17      | Marcelinho Huertas      | Iberostar Tenerife (4/5)      | 35         |
| 18      | Giorgi Shermadini (4/4) | Iberostar Tenerife (5/5)      | 31         |
| 19      | Nemanja Radović         | Casademont Saragosse (2/2)    | 32         |
| 20      | Jaime Fernández (2/2)   | Unicaja Málaga (2/2)          | 30         |
| 21      | Tornike Shengelia (2/3) | Saski Baskonia (2/3)          | 33         |
| 22      | Tornike Shengelia (3/3) | Saski Baskonia (3/3)          | 44         |
| 23      | Erick Green             | Real Betis Baloncesto         | 28         |

## Clubs engagés en Coupe d'Europe

### EuroLigue
| Équipe         | Saison régulière | Saison régulière | Playoffs                      | Playoffs                      | Bilan général  |
| Équipe         | Résultat         | Vic-Déf (%Vic)   | Résultat                      | Vic-Déf (%Vic)                | Vic-Déf (%Vic) |
| -------------- | ---------------- | ---------------- | ----------------------------- | ----------------------------- | -------------- |
| Real Madrid    | 2e               | 22 - 6 (79%)     | Annulé - Pandémie de Covid-19 | Annulé - Pandémie de Covid-19 | 22 - 6 (79%)   |
| FC Barcelone   | 3e               | 22 - 6 (79%)     | Annulé - Pandémie de Covid-19 | Annulé - Pandémie de Covid-19 | 22 - 6 (79%)   |
| Valence        | 10e              | 12 - 16 (43%)    | Annulé - Pandémie de Covid-19 | Annulé - Pandémie de Covid-19 | 12 - 16 (43%)  |
| Saski Baskonia | 13e              | 12 - 16 (43%)    | Annulé - Pandémie de Covid-19 | Annulé - Pandémie de Covid-19 | 12 - 16 (43%)  |

### EuroCoupe
| Équipe                  | Saison régulière | Saison régulière | Top 16          | Top 16         | Playoffs                      | Playoffs                      | Bilan général  |
| Équipe                  | Résultat         | Vic-Déf (%Vic)   | Résultat        | Vic-Déf (%Vic) | Résultat                      | Vic-Déf (%Vic)                | Vic-Déf (%Vic) |
| ----------------------- | ---------------- | ---------------- | --------------- | -------------- | ----------------------------- | ----------------------------- | -------------- |
| Unicaja Málaga          | 1er du groupe D  | 7 - 3 (70%)      | 1er du groupe H | 4 - 2 (67%)    | Annulé - Pandémie de Covid-19 | Annulé - Pandémie de Covid-19 | 12 - 7 (63%)   |
| Divina Seguros Joventut | 4e du groupe C   | 5 - 5 (50%)      | 3e du groupe H  | 3 - 3 (50%)    | Éliminé                       | Éliminé                       | 8 - 8 (50%)    |
| MoraBanc Andorra        | 2e du groupe A   | 7 - 3 (70%)      | 4e du groupe H  | 1 - 5 (17%)    | Éliminé                       | Éliminé                       | 8 - 8 (50%)    |

### Ligue des Champions
| Équipe               | Qualifications                                | Qualifications                                | Saison régulière | Saison régulière | Phase finale  | Phase finale       | Bilan général      |
| Équipe               | Résultat                                      | Vic-Nul-Déf (%Vic)                            | Résultat         | Vic-Déf (%Vic)   | Stade         | Vic-Nul-Déf (%Vic) | Vic-Nul-Déf (%Vic) |
| -------------------- | --------------------------------------------- | --------------------------------------------- | ---------------- | ---------------- | ------------- | ------------------ | ------------------ |
| Casademont Saragosse | Directement qualifié pour la saison régulière | Directement qualifié pour la saison régulière | 1er du groupe D  | 10 - 4 (71%)     | 1/2 finale    | 3 - 2 (60%)        | 13 - 6 (68%)       |
| Iberostar Tenerife   | Directement qualifié pour la saison régulière | Directement qualifié pour la saison régulière | 2e du groupe C   | 11 - 3 (79%)     | 1/4 de finale | 2 - 2 (50%)        | 13 - 5 (72%)       |
| San Pablo Burgos     | Deuxième tour                                 | 2 - 0 - 0 (100%)                              | 3e du groupe B   | 8 - 6 (57%)      | Vainqueur     | 5 - 0 (100%)       | 15 - 6 (71%)       |
| Bàsquet Manresa      | Directement qualifié pour la saison régulière | Directement qualifié pour la saison régulière | 5e du groupe A   | 7 - 7 (50%)      | Éliminé       | Éliminé            | 7 - 7 (50%)        |

### Coupe d'Europe FIBA
Aucun club espagnol ne participe à cette compétition.